# Кутріт
Кутріт (або квантовий тріт) — це одиниця квантової інформації, яка реалізується квантовою системою, описаною суперпозицією з трьох взаємно ортогональних квантових станів.
Кутріт є аналогом класичного тріта, як і так же як і кубіт — квантова система, описана суперпозицією двох ортогональних станів, аналогічна класичному біту.

## Представлення
Кутріт має три ортонормальні базисні стани або вектори, часто позначаються {\displaystyle |0\rangle }, {\displaystyle |1\rangle }, and {\displaystyle |2\rangle } у нотації Дірака. Вони використовуються для опису кутріту як суперпозиції векторного стану у вигляді лінійної комбінації трьох ортонормальних базових станів:
{\displaystyle |\psi \rangle =\alpha |0\rangle +\beta |1\rangle +\gamma |2\rangle },
де коефіцієнти є комплексними амплітудами ймовірностей, такими що сума їх квадратів дорівнює одиниці (нормалізація):
{\displaystyle |\alpha |^{2}+|\beta |^{2}+|\gamma |^{2}=1\,}
Ортонормальний базис станів кубіта {\displaystyle \{|0\rangle ,|1\rangle \}} охоплює двовимірний комплексний Гільбертів простір {\displaystyle H_{2}}, що відповідає спіну вгору та спіну вниз частинки зі спіном 1/2. Кутріти потребують Гільбертового простору вищої розмірності, а саме тривимірного {\displaystyle H_{3}} що охоплюється базисом кутріту {\displaystyle \{|0\rangle ,|1\rangle ,|2\rangle \}}, що може бути реалізовано за допомогою трирівневої квантової системи. Однак не всі трирівневі квантові системи є кутрітами.
Рядок n кутрітів представляє 3n різні стани одночасно, тобто суперпозицію векторів стану в 3n-мірному комплексному Гільбертовому просторі.
Кутріти мають кілька особливостей, коли вони використовуються для зберігання квантової інформації. Наприклад, вони більш стійкі до декогеренції за певних взаємодій з навколишнім середовищем. Насправді безпосередньо маніпулювати кутрітами може бути складно, і одним із способів це зробити є використання заплутаності із кубітом.